# Leptotragulus
Leptotragulus es un género extinto de los artiodáctilos, de la familia Protoceratidae, endémico de América del Norte en el Eoceno, que vivió entre  40.2—33.9 millones de años, durante alrededor de 6,3 M.a.

## Taxonomía
Leptotragulus fue nombrado por Scott y Osborn en 1887. Fue asignado a Leptotragulinae por Matthew en 1908; a Hypertragulidae por Peterson en 1919; y a Protoceratidae por Scott y Osborn en 1887, Carroll en 1988, Prothero en 1998 y Prothero y Ludtke en 2007.

## Morfología
Leptotragulus se asemejaba a los ciervos actuales, aunque están más estrechamente emparentados con los camélidos. Además de tener cuernos en los sitios habituales, los protocerátidos poseían cuernos adicionales en el rostro, encima de la cavidad orbitaria. 